# Ibrahim Daher
Ibrahim Emil Hanna al-Daher – libański polityk, katolik obrządku maronickiego. Ukończył inżynierię cywilną na Uniwersytecie Św. Józefa w Bejrucie, a następnie ekonomię i prawo na Uniwersytecie Paryskim. W 2004 został sekretarzem stanu ds. reformy administracji w rządzie Umara Karamiego.